# Yes, And?
"Yes, And?" (estilizada em letras minúsculas) é uma canção gravada da cantora e compositora estadunidense Ariana Grande e o primeiro single de seu sétimo álbum de estúdio, Eternal Sunshine. Foi lançada em 12 de janeiro de 2024 através da Republic Records. Escrita e produzida por Grande, Max Martin e Ilya Salmanzadeh, é uma canção house e pop, com elementos de ballroom. Liricamente, a música foca na autoconfiança e preservação, superando a negatividade, ao mesmo tempo em que aborda uma série de críticas negativas que Grande recebeu entre 2020 e 2023.
Críticos musicais elogiaram a dançabilidade e o groove de "Yes, And?". Eles notaram inspiração de "Vogue" (1990) de Madonna, enquanto o videoclipe foi inspirado pelo de "Cold Hearted" (1989) de Paula Abdul. Comercialmente, o single estreou na primeira posição da Billboard Hot 100, tornando-se a oitava canção de Grande a atingir o topo da parada e a sexta a estrear na posição. Adicionalmente, rendeu a Grande seu terceiro single número um na tabela Billboard Global 200. Em outras regiões, alcançou o topo das paradas do Canadá, Grécia, Lituânia, Singapura e Suíça e o top 10 na Austrália, Noruega, Alemanha, França, Portugal, Filipinas, Suécia, Reino Unido e Malásia. Um remix com a participação da cantora compatriota Mariah Carey foi lançado em 16 de fevereiro de 2024.

## Antecedentes e promoção
Em novembro de 2021, mais de um ano após o lançamento bem-sucedido de seu sexto álbum de estúdio Positions (2020), Ariana Grande foi selecionada para o papel de Glinda na adaptação cinematográfica do musical da Broadway Wicked. Além disso, ela atuou como treinadora na 21.ª temporada do programa The Voice. Em maio de 2022, ela anunciou que não planejava gravar outro álbum até concluir as filmagens de Wicked (2024). Em outubro de 2023, ela compartilhou uma série de imagens no Instagram, incluindo uma com o produtor sueco Max Martin, colaborador de longa data.
Nos dias 7 e 17 de dezembro de 2023, Grande divulgou diversas fotos e clipes dela e de membros de sua equipe trabalhando em estúdios de gravação e editando arquivos de áudio. A cantora confirmou o lançamento de um álbum em 2024 por meio de suas redes sociais em 27 de dezembro.
A partir de 4 de janeiro de 2024, Grande começou a dar indícios sobre o título do primeiro single ao ser vista usando uma blusa com a legenda "yes, and?". Em 7 de janeiro, Grande anunciou o lançamento da canção.

## Estrutura musical
A canção foi escrita e produzida pela própria cantora com Max Martin e Ilya Salmanzadeh. A faixa é inspirada nas atmosferas da cultura ballroom e, em particular, na canção "Vogue" de Madonna.
Alguns críticos de música associaram a canção à atmosfera do sétimo álbum de estúdio de Beyoncé, Renaissance, em particular o single principal "Break My Soul". Escrevendo para a Vulture, Quinn Moreland acredita que "a faixa abraça um groove disco pontuado por uma linha de sintetizador ocasional, cintilante e em cascata, que provavelmente dominará a música pop depois de Renaissance."

## Videoclipe
Em 19 de dezembro de 2023, foi relatado que Grande estava gravando o vídeo para o que, na época, se presumia ser o primeiro single do álbum. Mais tarde, em 11 de janeiro de 2024, Grande compartilhou um teaser do videoclipe da faixa, revelando o acrônimo "AG7", referente ao seu sétimo álbum de estúdio ainda sem título. O vídeo inclui as coordenadas geográficas 41°03′59″N 71°95′45″W, apontando para Montauk, Nova Iorque, um dos principais locais de filmagem do filme Eternal Sunshine of the Spotless Mind (2004); Grande afirmou ser fã de Jim Carrey, que interpretou o protagonista no filme.
Sob a direção de Christian Breslauer, o videoclipe de "Yes, And?" foi lançado no canal Vevo de Grande no YouTube. A estética visual é inspirada no vídeo de "Cold Hearted" (1989) de Paula Abdul, capturando a "energia do final dos anos 80".

## Recepção Crítica
"Yes, And?"  recebeu aclamação da crítica musical. Para o NME, Sophie Williams descreveu a música como "um discurso melódico que responde a um boato em alta" e "apresenta Grande em sua forma mais verdadeira: um ser humano imperfeito, mas honesto, buscando possuir sua narrativa e seguir em frente". Para o Pitchfork, Anna Gaca descreveu a música como uma "mudança de dança leve com algumas palavras farpadas para os críticos", e sugeriu que o título "bordão de teatro" da faixa é uma resposta às críticas ao relacionamento contínuo de Grande com seu coestrela de Wicked, Ethan Slater.
Para o Clash, Amrit Virdi afirmou que "Yes, And? é uma canção em que "suas harmonias controladas e camadas de assobios se misturam aos intervalos de dança, enquanto a produção em camadas ajuda a adicionar improvisações fortes no final da faixa [...] E o refrão da música é incrivelmente cativante - é definitivamente algo que posso ver sendo tocado e apreciado no clube." Helen Brown do The Independent escreveu que a voz da cantora "assume um tom doce e leve e cintilante" com harmonias "suaves e brilhantes" e o " Fórmula "Vogue" na estrutura da faixa "com" uma palavra falada, toque de sinos e seção com palmas". 
Alguns críticos musicais associaram a música à atmosfera de salão de baile do sétimo álbum de estúdio de Beyoncé, Renaissance, em particular com o primeiro single, "Break My Soul".  
Para o Vulture, Quinn Moreland descreve que "a faixa abraça um groove disco-lite pontuado por linhas de sintetizador ocasionais e brilhantes em cascata que provavelmente dominarão a música pop pós-Renaissance". Laura Snapes, do jornalista do The Guardian, elogiou o "irresistivelmente produção efervescente e ágil", com "eco consciente da 'Vogue de Madonna' tão delicioso quanto um donut ilícito" e "um sinal pós-Renaissance de que o pop mainstream está abraçando o house em sua forma mais pura".  

## Ficha Técnica
Adaptado de Qobuz e capa do CD.
Técnica
- Ariana Grande – vocal, composição, letras, produção
- Max Martin – composição, produção, bateria, teclado, baixo, programação, backing vocal
- Ilya Salmanzadeh – composição, produção, bateria, teclado, piano, baixo, programação, backing vocal
- Sam Holland – engenharia
- Lou Carrao – engenharia
- Eric Eylands – assistência de engenharia
- Rob Sellens – assistência de engenharia
- Randy Merrill – masterização
- Serban Ghenea – mixagem
- Bryce Bordone – assistência de mixagem

## Desempenho comercial

### Paradas semanais
| País – Parada (2024)                              | Maior posição |
| ------------------------------------------------- | ------------- |
| Alemanha (Offizielle Deutsche Charts)             | 8             |
| Argentina (Argentina Hot 100)                     | 61            |
| Austrália (ARIA)                                  | 2             |
| Áustria (Ö3 Austria Top 75)                       | 3             |
| Bélgica (Ultratop 50 da Valônia)                  | 14            |
| Bélgica (Ultratop 50 de Flandres)                 | 6             |
| Brasil (Billboard Brasil Hot 100)                 | 13            |
| Canadá (Canadian Hot 100)                         | 1             |
| Canadá (Billboard AC)                             | 23            |
| Canadá (Billboard CHR/Top 40)                     | 13            |
| Canadá (Billboard Hot AC)                         | 19            |
| Comunidade dos Estados Independentes (Tophit)     | 182           |
| Coreia do Sul (Circle)                            | 130           |
| Croácia (HRT)                                     | 33            |
| Dinamarca (Hitlisten)                             | 9             |
| Eslováquia (Rádio Top 100)                        | 41            |
| Eslováquia (Singles Digitál Top 100)              | 10            |
| Espanha (PROMUSICAE)                              | 13            |
| Estados Unidos (Billboard Hot 100)                | 1             |
| Estados Unidos (Billboard Adult Contemporary)     | 29            |
| Estados Unidos (Billboard Adult Top 40)           | 12            |
| Estados Unidos (Billboard Dance/Electronic Songs) | 1             |
| Estados Unidos (Billboard Mainstream Top 40)      | 13            |
| Estados Unidos (Billboard Rhythmic)               | 28            |
| Filipinas (Billboard)                             | 2             |
| Finlândia (Suomen virallinen lista)               | 20            |
| França (SNEP)                                     | 4             |
| Grécia (IFPI International)                       | 1             |
| Hong Kong (Billboard)                             | 14            |
| Índia (IMI International Singles)                 | 18            |
| Irlanda (IRMA)                                    | 2             |
| Islândia (Plötutíðindi)                           | 6             |
| Itália (FIMI)                                     | 19            |
| Japão (Japan Hot 100)                             | 35            |
| Lituânia (AGATA)                                  | 1             |
| Lituânia (AGATA)                                  | 30            |
| Luxemburgo (Billboard)                            | 5             |
| Malásia (RIM International Singles)               | 2             |
| MENA (IFPI)                                       | 4             |
| México (Billboard)                                | 4             |
| Mundo (Billboard Global 200)                      | 1             |
| Nigéria (TurnTable Top 100)                       | 87            |
| Noruega (VG-lista)                                | 4             |
| Nova Zelândia (Recorded Music NZ)                 | 3             |
| Países Baixos (Dutch Top 40)                      | 12            |
| Países Baixos (Single Top 100)                    | 2             |
| Peru (Billboard)                                  | 17            |
| Polônia (Polish Streaming Top 100)                | 58            |
| Portugal (AFP)                                    | 2             |
| Reino Unido (UK Singles Chart)                    | 2             |
| República Checa (Singles Digitál Top 100)         | 17            |
| Romênia (Billboard)                               | 14            |
| Suécia (Sverigetopplistan)                        | 6             |
| Suíça (Schweizer Hitparade)                       | 1             |
| Taiwan (Billboard)                                | 16            |

## Histórico de lançamento
| Região         | Data                   | Formato(s)                 | Gravadora(s) | Ref.   |
| -------------- | ---------------------- | -------------------------- | ------------ | ------ |
| Várias         | 12 de janeiro de 2024  | Download digital streaming | Republic     | [ 74 ] |
| Estados Unidos | 15 de janeiro de 2024  | CD                         | Republic     | [ 75 ] |
| Reino Unido    | 15 de janeiro de 2024  | CD                         | Island       | [ 76 ] |
| Reino Unido    | 15 de janeiro de 2024  | Cassete                    | Island       | [ 77 ] |
| Reino Unido    | 17 de janeiro de 2024  | Vinil de 7" polegadas      | Island       | [ 78 ] |
| Estados Unidos | 9 de fevereiro de 2024 | Vinil de 7" polegadas      | Republic     | [ 79 ] |